# Rangiroa
Pour l’article homonyme, voir Rangiroa (commune).
Rangiroa (« Ciel immense » ou « Vaste ciel » en paumotu ; en tahitien : Ra‘i roa) est un atoll de l'archipel des Tuamotu en Polynésie française faisant partie du groupement des Îles Palliser. Les premiers explorateurs européens l'ayant découvert l'appelèrent « Île aux Mouches » ou « Bonne Espérance ».

## Géographie

### Situation

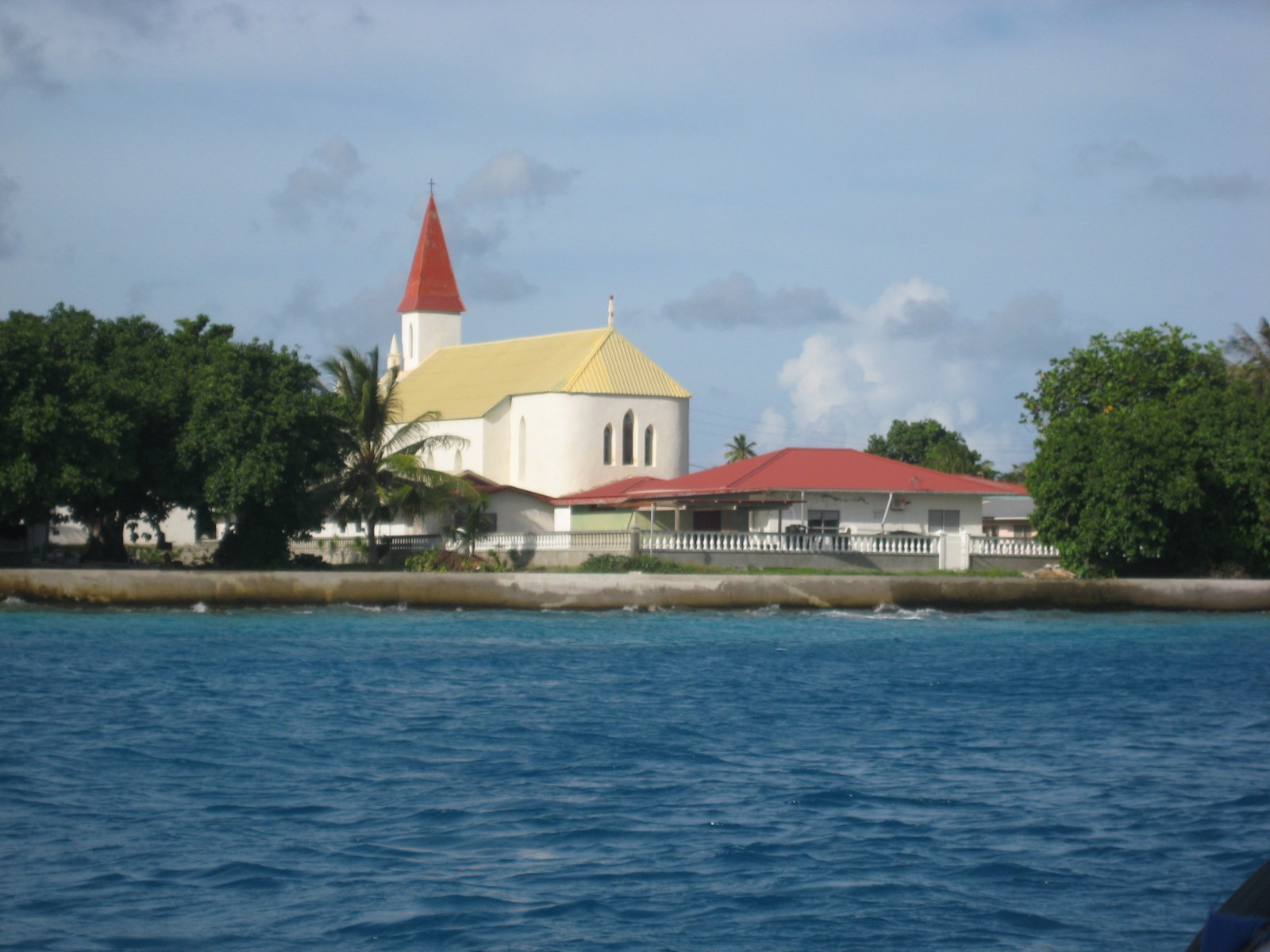
Village de Tiputa

D'un point de vue géologique, l'atoll est l'une des excroissances coralliennes (de seulement quelques mètres) du sommet du mont volcanique sous-marin homonyme, qui mesure 1 185 mètres depuis le plancher océanique et formé il y a 61,4 à 64,5 millions d'années.
Rangiroa est le deuxième plus grand atoll au monde par la superficie de son lagon, véritable mer intérieure, derrière Kwajalein (Îles Marshall), et devant Fakarava en Polynésie française. Il est constitué de 240 motu séparés par plus de cent ho'a (petits chenaux) qui forment son récif corallien, d'un peu moins de 300 mètres de large mais qui s'étend sur plus de 200 kilomètres. Dans ses dimensions maximales, le lagon est long de 80 km pour une largeur de 32 km ; sa profondeur maximale ne dépasse pas les 35 mètres mais sa superficie atteint 1 446 km2. La superficie des terres émergées est quant à elle de 7 900 hectares (79 km2), répartis en 415 groupes de motu. Du fait de la faible profondeur du lagon, en fonction de la houle et des échanges entre la mer et le lagon par les passes (celle de Tiputa et celle d'Avatoru), il arrive que des tempêtes intérieures s'y produisent. Seules deux îles sur les 418 qui composent l'atoll sont habitées en permanence.
Rangiroa est mondialement reconnu pour sa faune sous-marine exceptionnelle : dauphins, requins, poissons de récif et pélagiques ainsi qu'en saison des baleines y sont observables.

### Démographie
En 2017, la population totale de Rangiroa est de 2 709 personnes, réparties entre les villages de Tiputa (971 hab.), Avatoru (817 hab.), Ohotu (546 hab.), Taeo'o (102 hab.), Fenuaroa (70 hab.), Otepipi (39 hab.) et Tevaro (22 hab.) ; l'évolution démographique de l'atoll est la suivante :

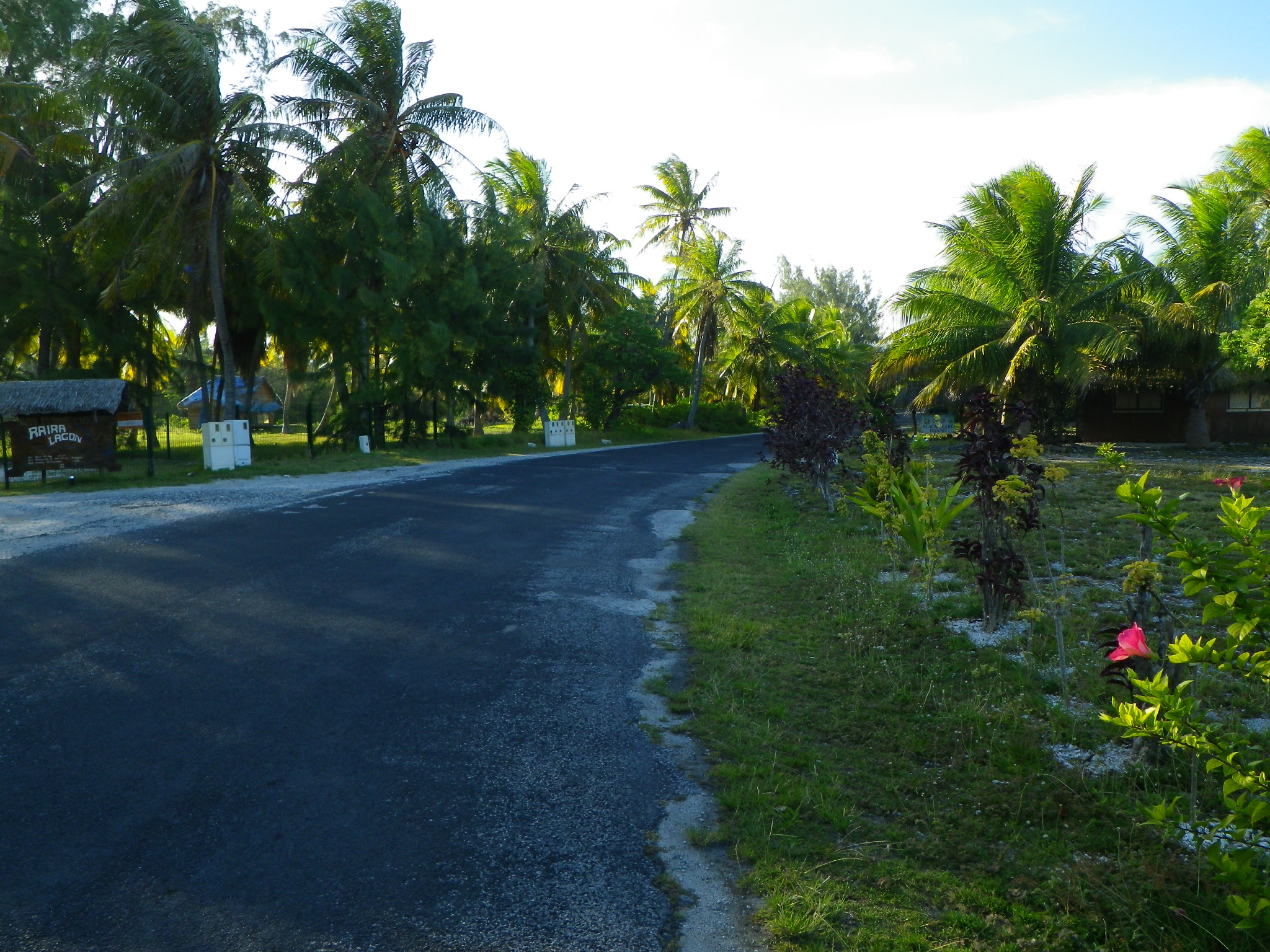
La route reliant les villages.

| 1 169                                                   | 1 305 | 1 913 | 2 281 | 2 473 | 2 567 | 2 709 |
| Sources ISPF et Gouvernement de la Polynésie française. |       |       |       |       |       |       |

## Histoire

### Peuplement polynésien
Des séries de fouilles archéologiques ont mis au jour sur Rangiroa la présence sur 18 000 m2 d'au moins 104 « fosses de culture » – creusées dans le substrat corallien par des unités familiales de trois à quatre personnes, afin de récupérer par capillarité l'humidité latente de la lentille des eaux de pluie infiltrées retenues dans le socle corallien où étaient déposés branchages et composts – destinées à la culture de différentes variétés de taros dont les tubercules, sources de féculents, étaient récoltés tous les six mois par les Polynésiens ayant peuplé l'atoll.

### Découverte par les Européens
La première mention attestée de l'atoll date du 18 avril 1616, lorsque les explorateurs hollandais Willem Schouten et Jacob Le Maire le baptisent Vlieghen Eyland (soit « Île aux Mouches »). L'atoll est visité le 30 mai 1722 par leur compatriote Jakob Roggeveen, puis le 7 septembre 1839 par l'Américain Charles Wilkes lors de son expédition australe, qui lui attribue le nom de Deans Island,.

## Économie

### Tourisme

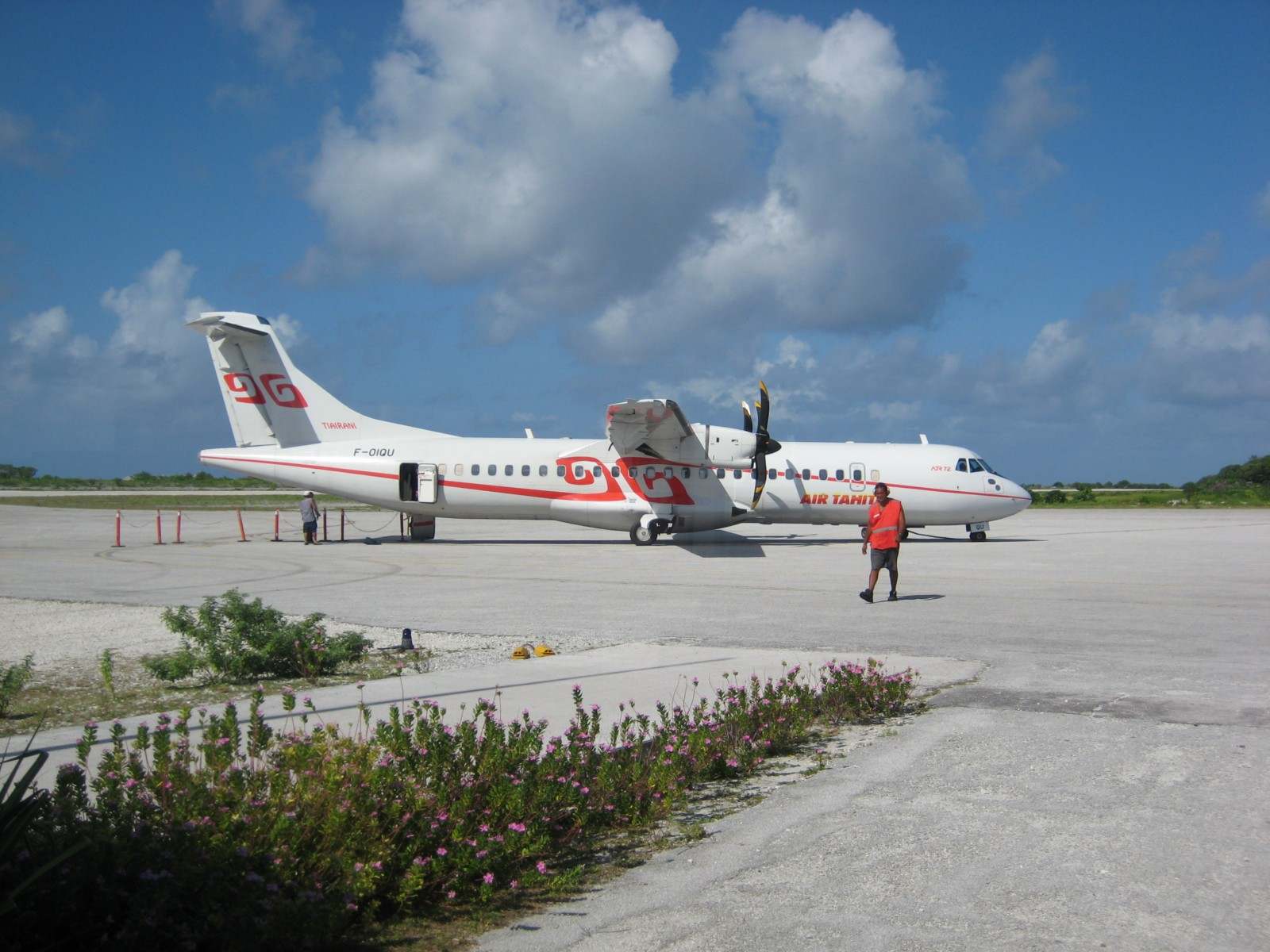
Aéroport de Rangiroa

Le tourisme est l'activité économique principale de l'île. L'atoll est desservi quotidiennement depuis Papeete par les ATR 42 et ATR 72 d'Air Tahiti sur l'aéroport de Rangiroa. Il accueille, en moyenne, environ 2 300 vols et 80 000 passagers par an (dont 20% en transit) faisant de cet aéroport le plus fréquenté de la Polynésie française après celui de Tahiti. L'hébergement des touristes est assuré par des hôtels et des pensions, avec des possibilités de camping. Rangiroa dispose d'une centrale thermique l'approvisionnant en électricité ainsi que d'une antenne satellite couvrant les communications téléphoniques. Les principales commodités de l'atoll sont à trouver à Tiputa, qui comporte commerces, supérettes et un dispensaire.
L'atterrage du câble sous-marin Natitua – sur le quai du village d'Avatoru – et sa mise en service en décembre 2018 permet à Rangiroa d'être relié à Tahiti et à l'internet mondial à haut-débit.
La lagune de Rangiroa, le deuxième plus grand atoll de l'archipel des Tuamotu en Polynésie française, est une destination reconnue pour les plongeurs en raison de sa vaste vie sous-marine et de sa diversité d'espèces marines. L'étendue de la lagune et l'eau claire et chaude du Pacifique offrent des conditions idéales pour explorer la flore et la faune sous-marines, faisant de Rangiroa un point important pour les activités de plongée.

#### Faune sous-marine
Le lagon et les passes constituent des sites privilégiés de plongée sous-marine, dont les sessions sont organisées par six clubs de plongée. Dans les nombreuses cavernes sous-marines (les Cavernes, la Grotte aux Requins, le Tombant, l'Éolienne, ...) et à leurs abords se croisent chirurgiens, rougets, napoléons, raies manta, requins gris de récif, requins pointe blanche, requins-marteau, raies léopard, barracudas en bancs, tortues, requins pélagiques et dauphins, entre autres espèces. De novembre à février, les grands requins-marteau se retrouvent ainsi dans la Passe de Tiputa : lorsque le courant est entrant, un mur de requins d'environ cent spécimens se forme habituellement à l'entrée de la passe, à une cinquantaine de mètres de profondeur. Portés par ce fort courant, les requins peuvent rester immobiles, permettant alors aux plongeurs de les observer sans difficulté (il y a cependant un dérangement causé aux espèces), au même titre que des raies aigle (dont les requins se nourrissent) et de grandes raies manta (Manta birostris, ou raie manta océanique). Régulièrement, des dauphins sédentaires (Tursiops truncatus) se retrouvent également en groupe dans la passe, qui leur fait office de terrain de jeu.

#### Sites remarquables
Le lagon Bleu est un lagon à l'intérieur du lagon, de très faible profondeur. L'Île aux Récifs a la singularité de présenter des formations coralliennes fossiles, appelées « feo ». Les Sables Roses sont des bancs de sable situés à l'extrême Sud de l'atoll.

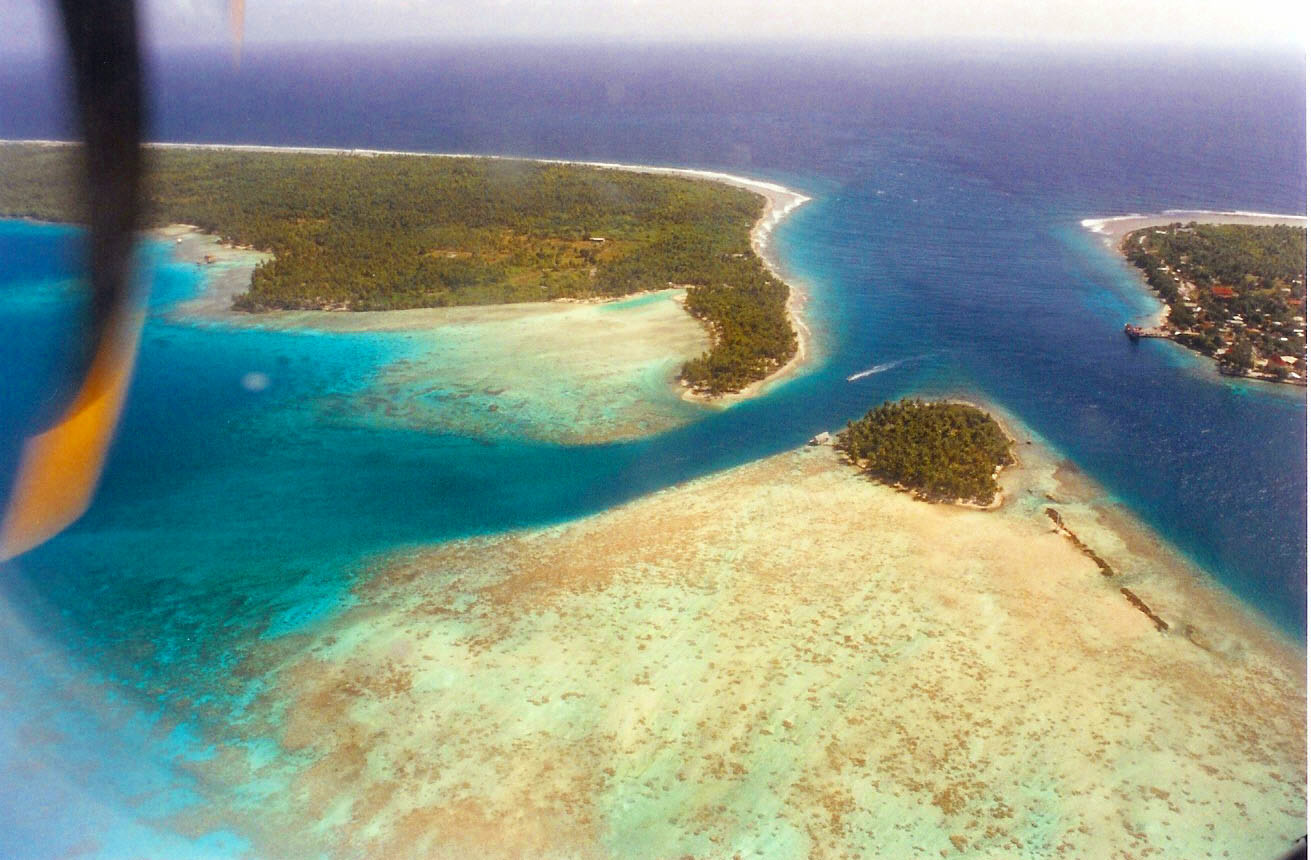
Passe d'Avatoru
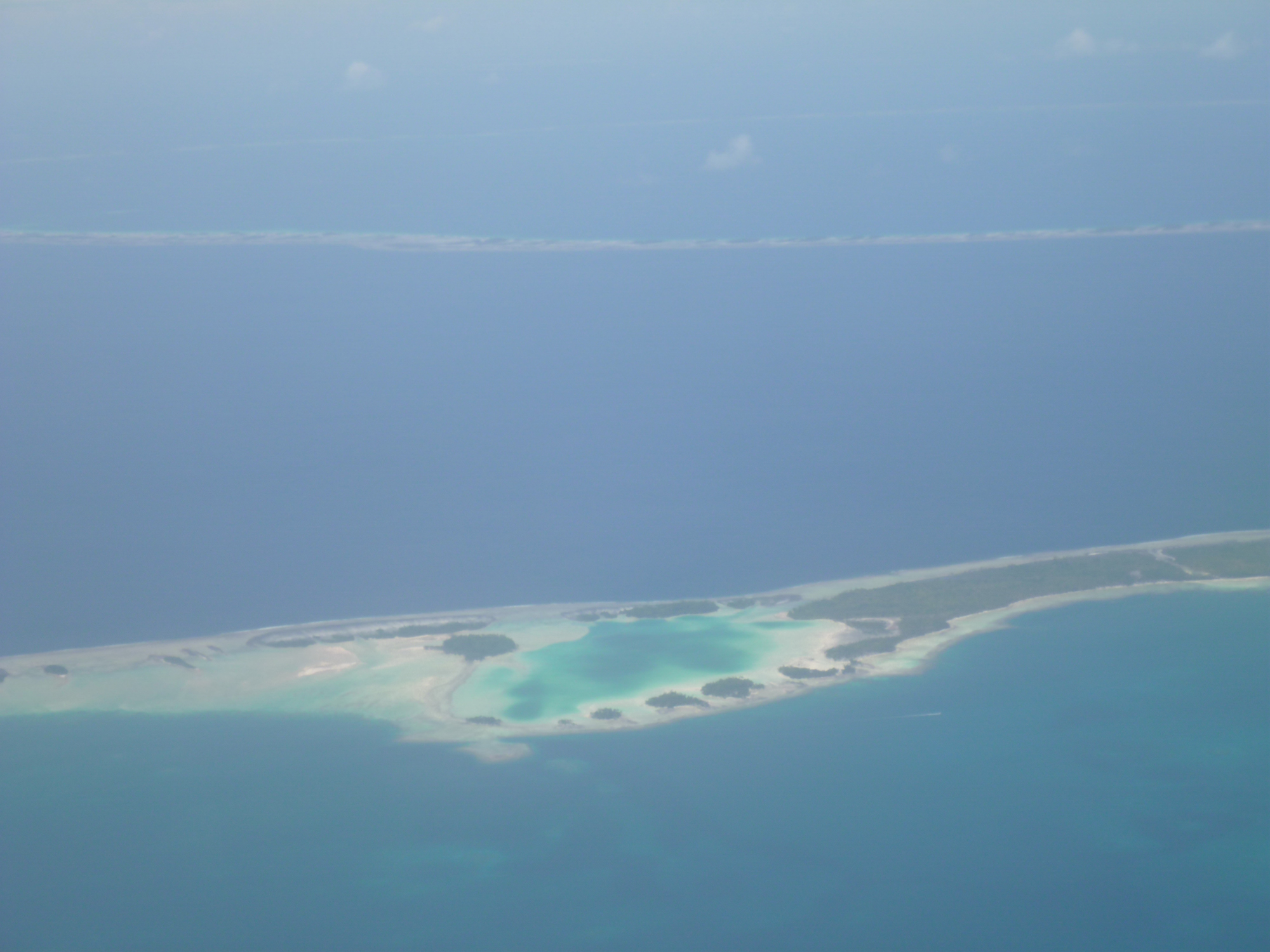
Le lagon Bleu
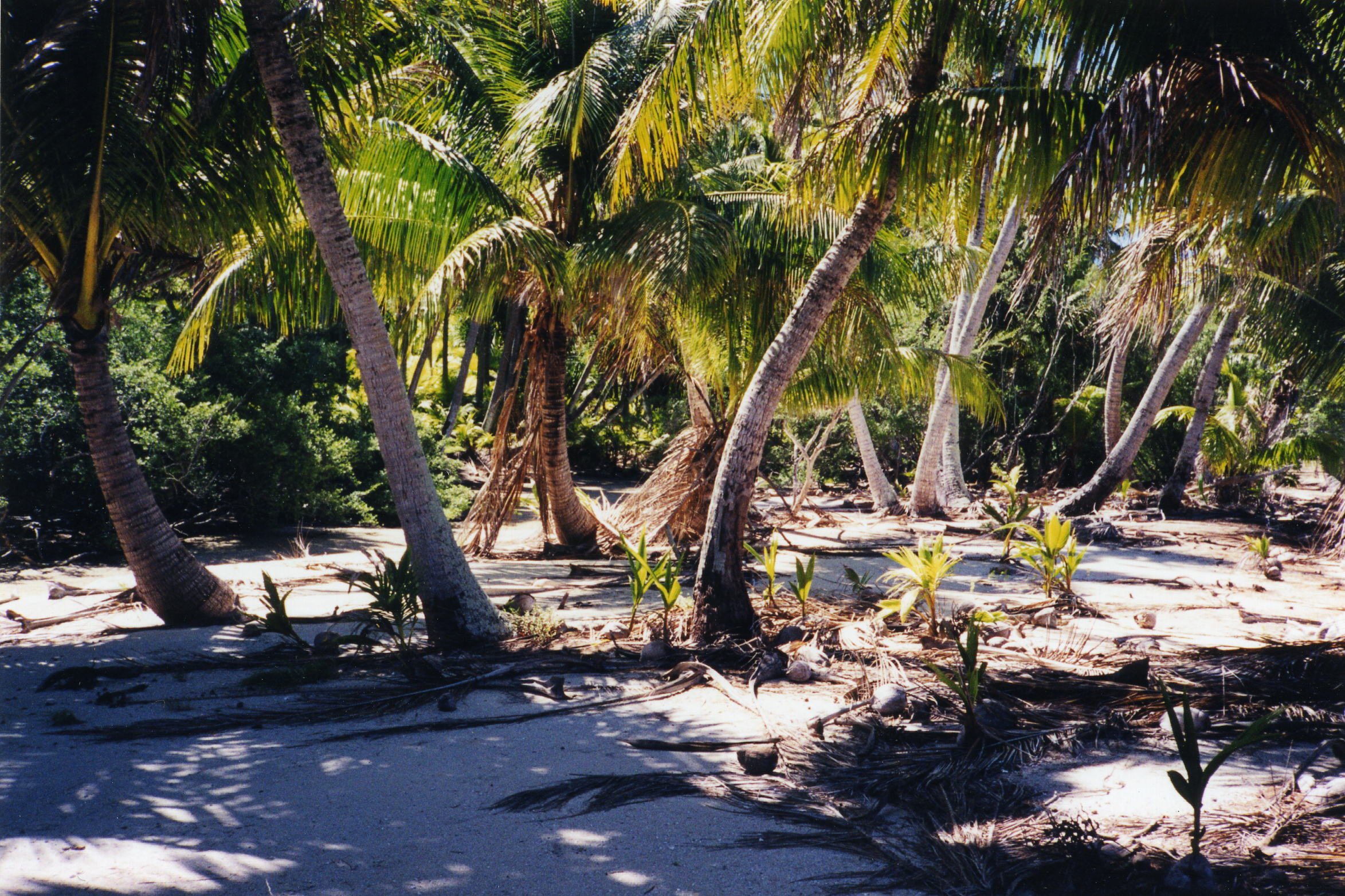
Motu du Lagon Bleu
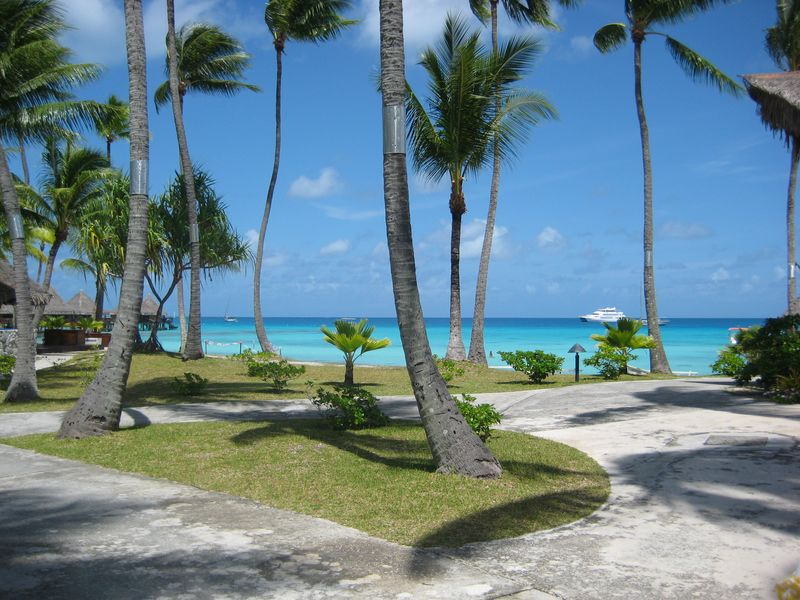
Paysage d'atoll à Rangiroa

### Perliculture

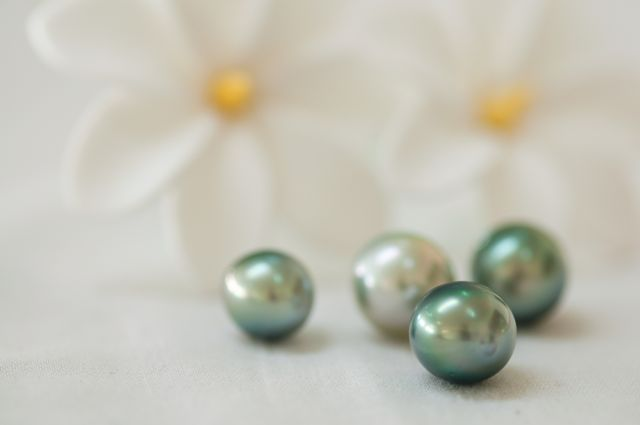
Perle de Tahiti à la ferme perlière de Rangiroa

Présente sur plus de trente sites de Polynésie française, la perliculture est autorisée sur 150 ha au nord du lagon pour l'élevage et le greffage avec un maximum de cinquante lignes de collectage du naissain et fait vivre de nombreuses familles autochtones. Sur l'atoll de Rangiroa, l'élevage d’huîtres perlières dans le lagon permet de produire des perles de Tahiti – un terme qui désigne en réalité les perles de culture marines produites à partir de l'espèce Pinctada margaritifera, abondante dans les atolls polynésiens. Les perles obtenues, dont la couleur de base peut aller de très clair à très foncé en passant par toute la gamme des gris (d'où l'appellation impropre de perles noires), sont les seules perles cultivées au monde à présenter une telle diversité de couleurs naturelles, avec une dominante caractéristique vert-rose dite « aile de mouche » ou « peacock » (plume de paon).

#### Processus
La technique de production des perles de culture marine a originellement été mise au point au Japon et, excepté quelques détails, les protocoles utilisés en Polynésie française sont similaires. Le processus consiste à introduire dans l'animal un nucléus (une bille en nacre) et un greffon, soit le morceau du manteau d'une autre huître. Le greffon va alors rapidement reconstituer un épithélium autour du nucléus, puis déposer des cristaux de nacre dans le cas d'une greffe réussie. Les cas de rejets du nucléus demeurent toutefois importants et peuvent atteindre 30 à 40 %, la raison principale étant un mauvais placement du greffon, qui doit absolument être accolé au nucléus lors de l'opération initiale. Malgré un support original parfaitement sphérique, seules 20 % des perles seront rondes à la récolte, soit environ deux ans après la greffe.

#### Infrastructures
À Rangiroa, dont la surface du lagon est considérable, plusieurs fermes occupaient il y a quelques années encore une superficie de plus de 500 hectares de concessions maritimes octroyées par le gouvernement de la Polynésie française. À ce jour, il n'en reste plus qu'une, la Gauguin's Pearl, qui employait plus de cinquante personnes à son apogée et n'embauche désormais plus qu'une dizaine de personnes originaires de l'atoll travaillant sur les 150 ha de concessions du lagon. D'autre part, la seule école au monde intégralement dédiée aux techniques de la perliculture est implantée sur l'île, le Centre des métiers de la nacre et de la perliculture (CMNP), conjointement avec un centre de recherche sur les huîtres perlières, l'Écloserie territoriale de Rangiroa. Malgré les aléas économiques du secteur et une production annuelle de perles non-communiquée, Rangiroa demeure ainsi une plateforme incontournable pour la perliculture.

### Pêche
Essentiellement vivrière, elle est pratiquée avec des parcs à poissons autorisés surtout dans la partie Nord du lagon près de passes et dans les hoas. Une partie de la production est cependant exportée vers l'île de Tahiti.

### Viticulture
L'atoll de Rangiroa est également connu pour un vignoble,, unique au monde. Les vignes y poussent au bord du lagon à côté d’une cocoteraie et produisent deux récoltes par an. Le chai est situé près du village d'Avatoru ; les raisins sont transportés au chai par bateau. La création de ce vignoble requit de longues analyses préalables afin de déterminer quel site polynésien était le mieux à même d’accueillir des vignes. Les premiers ceps furent importés en 1992 et subirent des tests d'acclimatation et de sélection dans les principaux archipels de Polynésie, avec l’incertitude de leur adaptation au climat. Au total, une trentaine de cépages fut importée de diverses régions d'Europe.
Les essais eurent lieu :
- aux îles Australes, sur les îles hautes de Rurutu et Tubuai ;
- aux îles Marquises à Nuku Hiva ;
- aux Tuamotu, à Rangiroa ;
- à Tahiti, en plaine et en montagne.

C'est finalement l’atoll de Rangiroa qui fut retenu pour héberger le nouveau domaine, notamment en raison de l'absence locale de maladies cryptogamiques et d'insectes défoliateurs, et pour sa relative proximité avec Tahiti. Les cépages retenus et actuellement en production sont : l’italia B, le carignan N et le muscat de Hambourg N.

### Problèmes hydriques et environnementaux
À l'image d'un grand nombre d'atolls, il n'y a pas d'eau courante à Rangiroa. Chaque foyer doit récupérer et stocker l'eau de pluie dans des citernes. Du fait d'un pompage excessif, les lentilles d'eau douce qui se forment dans les récifs coralliens sont pour la majorité d'entre elles désormais constituées d'eau saumâtre. Un atoll étant formé à la surface de l'océan, les réserves d'eau douce s'avèrent également polluées par le quasi impossible enfouissement des déchets, qui s'amoncellent en dépotoirs sauvages ou à seulement quelques mètres sous terre. Le problème de l'eau sur Rangiroa est donc inhérent aux conditions de vie contemporaines, et structurel. D'autre part, le réchauffement climatique et la montée des eaux qui l'accompagne menace l'île. Comme pour tout atoll, l'équilibre écologique et la viabilité de Rangiroa pour l'Homme repose de ce fait sur un écosystème particulièrement vulnérable nécessitant une gestion des ressources des plus délicates.